# St. Heinrich und Kunigunde (Burgkunstadt)

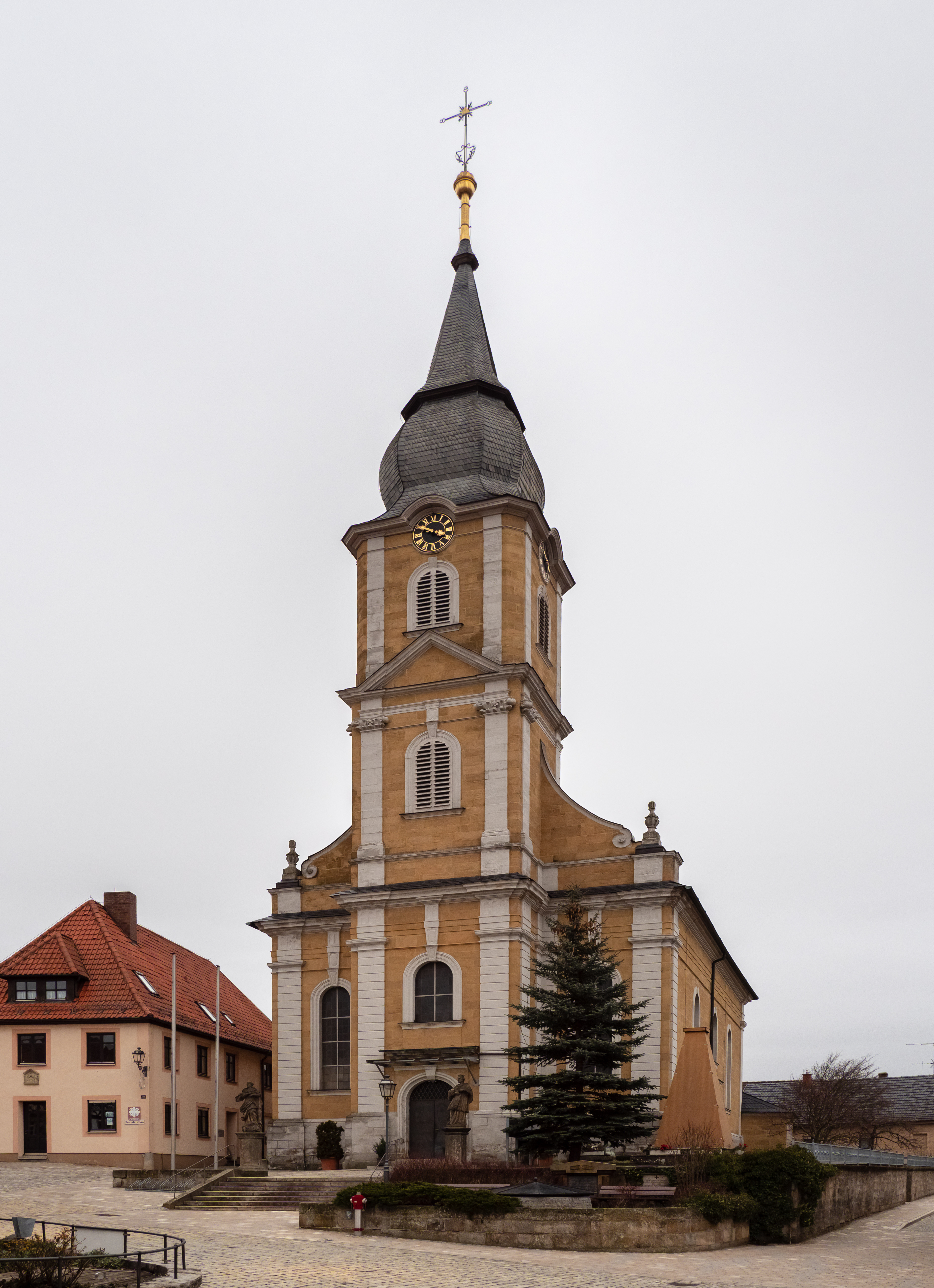
St. Heinrich und Kunigunde (Burgkunstadt)

Die römisch-katholische Pfarrkirche St. Heinrich und Kunigunde ist ein denkmalgeschütztes Kirchengebäude, das in Burgkunstadt steht, einer Stadt im Landkreis Lichtenfels (Oberfranken, Bayern). Ein Pfarrer wurde 1288 erwähnt. Die Kirchengemeinde gehört zum Seelsorgebereich Obermain-Jura im Dekanat Coburg des Erzbistums Bamberg.

## Beschreibung
Die mittelalterliche Saalkirche mit einem eingezogenen Chor im Osten wurde 1783–86 durch Verlängerung des Langhauses und Errichtung des viergeschossigen, in das Langhaus halb eingestellten Fassadenturms, der mit einer schiefergedeckten Haube bedeckt ist, nach Plänen von Johann Lorenz Fink umgebaut. Der Chor und das Langhaus wurden 1812–13 erneuert. 
Der Innenraum des Langhauses und der des Chors sind mit Spiegelgewölben überspannt.